# Candy (Zeitschrift)
Candy (Eigenschreibweise: C☆NDY) ist eine englischsprachige Zeitschrift für Transgender-interessierte Leser aus Spanien. Sie ist inhaltlich und im Erscheinen mit der Vogue vergleichbar.

## Inhalt
Im Oktober 2009 veröffentlichte der spanische Herausgeber Luis Venegas sein drittes Magazin Candy – The First Transversal Style Magazine. Traditionell reiht sich die erste Ausgabe, mit einer limitierten Auflage von 1000 Stück, in die Reihe des Fanzine137 und des EY!Magateen ein. Candy enthält Fashion-Editorials die von ausgiebigen, vollseitigen Fotostrecken begleitet und weiterhin durch Interviews ergänzt werden; rund um die Lebensstile Transgender und Transvestitismus. Wie der Name schon verrät, handelt es sich um eine Zeitschrift, die insbesondere an Transsexuelle, Cross-Dresser, Androgyne und Travestie-Interessierte gerichtet ist. Es geht inhaltlich nicht, wie in vielen anderen Homosexuellenmagazinen, um die Diskussion der Rechte von Homosexuellen. Candy tritt bewusst als Transgender-Zeitschrift auf. Die zweite Ausgabe vergrößerte sich bereits von 192 auf 337 Seiten und war innerhalb von zwei Tagen komplett vergriffen. Ausgaben dieser vergriffenen Auflagen kosten mittlerweile auf eBay mehrere hundert Dollar. Ansonsten ist das Magazin zwischen 42,- und 82,- € erhältlich. 2013 erschienen die sechste und siebte Ausgabe des Candy.
Nach der Erstveröffentlichung begannen Stars, wie zum Beispiel der Modedesigner Marc Jacobs, sich offiziell für aktuelle Modestrecken in Frauenmode zu präsentieren. Immer öfters nutzt die Modebranche auch androgyne Models für ihre Kampagnen. So unterzog sich auch die britische Schauspielerin Tilda Swinton einem Makeover in der vierten Ausgabe des Candy.

## Titelseite, Covermodel und Fotograf
- Erste Ausgabe: Luke Worral und Brett Lloyd (Fotograf)
- Zweite Ausgabe: James Franco und Terry Richardson (Fotograf)
- Dritte Ausgabe: Chloë Sevigny und Terry Richardson (Fotograf)
- Vierte Ausgabe: Tilda Swinton und Xdvi Muntané (Fotograf)
- Fünfte Ausgabe: Connie Fleming und Danielle Levitt (Fotograf)
- Sechste Ausgabe: Jared Leto und Terry Richardson (Fotograf)
- Siebte Ausgabe: Lady Gaga, Marilyn Manson und Steven Klein (Fotograf)
- Achte Ausgabe: Janet Mock, Carmen Carrera, Geene Rocero, Laverne Cox, Isis King, Gisele Alicea (Gisele Xtravaganza), Leyna Ramous, Dina Marie, Nina Poon, Juliana Huxtable, Niki M'nray, Pêche Di, Carmen Xtravaganza und Yasmine Petty.

## Ausgabe und Auflage
- Siebte Ausgabe: Winter 2013–2014, 1500 Stück, 380 Seiten
- Sechste Ausgabe: Sommer 2013, 1500 Stück, 337 Seiten
- Fünfte Ausgabe: Winter 2012–2013, 1500 Stück, 337 Seiten
- Vierte Ausgabe: Sommer 2012, 1500 Stück, 350 Seiten
- Dritte Ausgabe: 2011–2012, 1000 Stück, 388 Seiten
- Zweite Ausgabe: 2010–2011, 1000 Stück, 337 Seiten
- Erste Ausgabe: Herbst Winter 2009–2010, 1000 Stück, 192 Seiten

## Video-Nachweis
Making-of-Videos der Produktion
- Candy 1 The Wendy Williams Show[2]
- Candy 2[3]
- Candy 3[4]
- Candy 4[5]
- Candy 5 It’s a Brad Brad World[6]
- Candy 6 The Now New Yorkers by Casey Spooner[7]
- C☆NDY Unforgettable Faces by Damien Blottière[8]